# 팬더와 친구들의 모험
팬더와 친구들의 모험(일본어: パンダコパンダ 판다코판다[*])은 1972년 12월 17일 공개된 도쿄 무비 신사 극장용 중편 애니메이션 작품이다. 《이웃집 토토로》의 원형이라고도 평가되는 작품이다. 이듬 해 3월 17일에는 속편 《판다코판다 빗속의 서커스의 편》도 공개됐다.

## 줄거리
할머니가 나가사키로 떠나 혼자 남겨진 밝고 활발한 소녀 미미코는 어느 날 대나무 숲 집 문 앞에서 아기 판다 팡팡을 발견하고 친구가 된다. 곧이어 아빠 판다가 찾아와 미미코의 아빠가 되어주고, 미미코는 팡팡의 엄마 역할을 자처하며 셋은 독특한 가족을 이룬다. 미미코는 할머니에게 매일 편지를 쓰기로 약속하며 새로운 가족 생활에 적응해 나간다. 다음 날, 미미코는 팡팡을 집에 두려 했지만 팡팡은 학교까지 따라가고, 결국 학교 전체가 팡팡을 쫓아다니는 소동이 벌어진다. 이후 경찰이 미미코를 찾아왔다가 아빠 판다를 보고 놀라 동물원에 연락하고, 동물원 사육사가 판다들을 찾으러 온다. 미미코 가족은 산책을 나갔다가 팡팡을 잃어버리고, 경찰과 사육사의 도움으로 팡팡을 찾게 된다. 위기의 순간, 미미코는 팡팡을 구하려다 위험에 빠지지만, 아빠 판다가 이들을 구출한다. 이후 아빠 판다와 팡팡은 동물원으로 돌아가지만, 방문객이 다 떠난 후에는 미미코와 시간을 보내는 조건으로 함께한다.
두 번째 이야기 "판다 코판다: 비 내리는 서커스"에서는 미미코와 판다들이 집에서 무언가를 찾던 서커스 단장과 마주친다. 그들은 겁을 먹고 도망가고, 팡팡은 단장이 찾던 아기 호랑이 티니를 발견한다. 미미코 가족은 티니와 친구가 되지만, 다음 날 티니를 찾으러 나선 미미코는 팡팡과 티니를 모두 잃어버린다. 미미코는 친구들의 초대로 서커스에 가게 되고, 그곳에서 티니는 팡팡에게 공타기 묘기를 보여준다. 팡팡이 묘기를 따라하려다 서커스 단원들에게 쫓기고, 호랑이 우리에 부딪혀 티니의 엄마를 만난다. 미미코는 티니의 엄마와 팡팡을 서로 바꿔주고, 모두 친구가 된다. 하지만 집으로 돌아가는 길에 큰 폭풍우가 몰아쳐 마을 주변이 홍수로 잠긴다. 티니가 보낸 구조 메시지를 받고 미미코 가족은 기차에 갇힌 동물들을 구출하러 간다. 기차를 출발시키는 실수를 저지르지만, 아빠 판다가 기차를 멈춰 마을을 구하고 미미코 가족은 영웅이 된다. 영화는 미미코와 판다 가족이 서커스를 즐기고 집으로 돌아와 악기를 연주하며 마무리된다.

## 배역
- 배정미 - 미미코
- 심정민 - 아빠 판다
- 김필진 - 아기 판다
- 장경희 - 카요
- 안현서 - 나나 / 할머니
- 이상헌 - 경찰 / 시장
- 이원찬 - 교사
- 권인지 - 가게 아줌마
- 서원석 - 동물원장
- 임경명 - 단장
- 이동훈 - 단원
- 고구인 - 차장
- 조경이 - 티거